# Stade Education City
Le stade Education City, ou stade de la Cité de l'éducation en français (en arabe : ملعب مدينة التعليم) est un stade situé à Al-Rayyan au Qatar.
Il est l'un des stades choisis par le Qatar pour accueillir les matchs de la Coupe du monde 2022.

## Matchs de compétitions internationales
Coupe du monde de football 2022
| Date             | Tour               | Équipe 1     | Score         | Équipe 2        | Spectateurs |
| ---------------- | ------------------ | ------------ | ------------- | --------------- | ----------- |
| 22 novembre 2022 | Groupe D           | Danemark     | 0 - 0         | Tunisie         | 42 925      |
| 24 novembre 2022 | Groupe H           | Uruguay      | 0 - 0         | Corée du Sud    | 41 663      |
| 26 novembre 2022 | Groupe C           | Pologne      | 2 - 0         | Arabie saoudite | 44 259      |
| 28 novembre 2022 | Groupe H           | Corée du Sud | 2 - 3         | Ghana           | 43 983      |
| 30 novembre 2022 | Groupe D           | Tunisie      | 1 - 0         | France          | 43 627      |
| 2 décembre 2022  | Groupe H           | Corée du Sud | 2 - 1         | Portugal        | 44 097      |
| 6 décembre 2022  | Huitième de finale | Maroc        | 0 - 0 (3 - 0) | Espagne         | 44 667      |
| 9 décembre 2022  | Quart de finale    | Croatie      | 1 - 1 (4 - 2) | Brésil          | 43 893      |

## Événements
- Coupe du monde des clubs 2020
- Coupe arabe de la FIFA 2021
- Coupe du monde de football 2022
- Coupe d'Asie des nations de football 2023